# 46-й Венецианский кинофестиваль
46-й Венецианский кинофестиваль проходил в Венеции, Италия, с 4 по 15 сентября, 1989 года.

## Жюри
- Андрей Смирнов ( Россия) — председатель жюри
- Нестор Альмендрос ( Испания)
- Пупи Авати ( Италия)
- Клаус Мария Брандауэр  Австрия
- Се Цзинь  Китай
- Элени Караиндру ( Греция)
- Дэвид Робинсон ( Великобритания)
- Марианджела Мелато ( Италия)
- Даниэль Айман ( Франция)
- Джон Лэндис ( США)

## Конкурсная программа
| Название                        | Оригинальное название           | Режиссёр            | Страна                        |
| ------------------------------- | ------------------------------- | ------------------- | ----------------------------- |
| Австралия                       | Australia                       | Жан-Жак Андрие      | Франция                       |
| Кристиан                        | Christian                       | Габриэль Аксель     | Дания · Франция               |
| Остров                          | Island                          | Пол Кокс            | Австралия                     |
| Берлин – Иерусалим              | Berlin-Yerushalaim              | Амос Гитай          | Израиль · Нидерланды · Италия |
| Она была далеко                 | She's Been Away                 | Питер Холл          | Великобритания                |
| Голубоглазый                    | Blauäugig                       | Райнхард Хауфф      | Германия                      |
| Город скорби                    | 悲情城市                        | Хоу Сяосянь         | Китайская Республика          |
| И стал свет                     | Et la lumière fut               | Отар Иоселиани      | Франция                       |
| Новогодний вечер                | New Year's Day                  | Генри Джаглом       | США                           |
| Сижу на ветке, и мне хорошо     | Sedím na konári a je mi dobre   | Юрай Якубиско       | Чехословакия · Германия       |
| Смерть мастера чайной церемонии | 千利休 本覺坊遺文               | Кэй Кумаи           | Япония                        |
| Layla                           | Layla                           | Тайеб Лухиши        | Алжир · Тунис · Франция       |
| Беспризорники                   | Scugnizzi                       | Нанни Лой           | Италия                        |
| Воспоминания о Жёлтом доме      | Recordações da Casa Amarela     | Жуан Сезар Монтейру | Португалия                    |
| Муж и дочь Тамары Александровны | Муж и дочь Тамары Александровны | Ольга Наруцкая      | СССР                          |
| Ты меня любишь?                 | M' agapas?                      | Йоргос Панусопулос  | Греция                        |
| Я хочу домой                    | I Want to Go Home               | Ален Рене           | Франция                       |
| Который час?                    | Che ora è?                      | Этторе Скола        | Италия · Франция              |
| День наступил                   | एक दिन अचानक                      | Мринал Сен          | Индия                         |
| Западня                         | Fallgropen                      | Вильгот Шёман       | Швеция                        |
| Женщина с Розовых гор           | La Femme de Rose Hill           | Ален Таннер         | Швейцария                     |
| Сон безумной обезьяны           | El sueño del mono loco          | Фернандо Труэба     | Испания · Франция             |
| В лунную ночь                   | In una notte di chiaro di luna  | Лина Вертмюллер     | Италия · Франция              |

## Награды
- Золотой лев
  - Город скорби (Хоу Сяосянь)
- Специальный приз жюри
  - И стал свет (Отар Иоселиани)
- Серебряный лев
  - Воспоминания жёлтого дома (Жуан Сезар Монтейру)
  - Смерть мастера чайной церемонии (Кэй Кумаи)
- Золотая Озелла
  - Лучший сценарий — Жюль Файффер (Я хочу домой)
  - Лучшая операторская работа — Йоргос Арванитис (Австралия)
  - Лучшая музыка — (Беспризорники)
- Кубок Вольпи
  - Лучший актёр — Массимо Троизи и Марчело Мастрояни (Который час?)
  - Лучшая актриса — Пегги Эшкрофт и Джеральдин Джеймс (Экран № 1)
- Золотая медаль итальянского сената
  - (Беспризорники)
- Золотой Чак
  - Лучший фильм — Я хочу домой (Ален Рене)
  - Лучший актёр — Массимо Троизи (Который час?)
  - Лучшая актриса — Пегги Эшкрофт (Экран № 1)
- Приз федерации кинопрессы
  - Критика недели — Мир без жалости (Эрик Рошан)
  - Конкуренция — Декалог (Кшиштоф Кесьлёвский)
- Премия ЮНЕСКО
  - Город скорби (Хоу Сяосянь)
- Награда Пасинетти
  - Лучший фильм — Я хочу домой (Ален Рене)
  - Лучший актёр — Массимо Троизи (Который час?)
  - Лучшая актриса — Пегги Эшкрофт (Экран № 1)
- Награда Пьетро Бьянки
  - Франческо Рози
- Маленький Золотой Лев
  - Беспризорники (Нанни Лой)
  - Экран № 1 (Питер Холл)